# Trinajst (album)
Trinajst je osmi album skupine Niet in komaj njihov drugi studijski album. Izšel je 13. aprila 2010 pri založbi ZKP RTV Slovenija. Velja za konceptualni album, ki govori o posamezniku, tujemu sodobni družbi, in njegovi zgodbi o obupu, hrepenenju in smrti.

## Seznam pesmi
Vse pesmi je napisal in uglasbil Igor Dernovšek, razen, kjer je to navedeno.
| Št.             | Naslov                                                 | Glasba                               | Dolžina |
| --------------- | ------------------------------------------------------ | ------------------------------------ | ------- |
| 1.              | „Čas za revolucijo‟                                    | Robert Likar, Dernovšek              | 1:12    |
| 2.              | „Živalska farma‟                                       |                                      | 2:57    |
| 3.              | „Tujca‟                                                |                                      | 1:39    |
| 4.              | „Dekle izza zamreženega okna‟                          | Dernovšek, Možina                    | 4:01    |
| 5.              | „Ti in jaz in noč in večnost‟                          |                                      | 3:29    |
| 6.              | „Naj kri zalije ves svet • Še en sončen dan • Utrujen‟ |                                      | 4:40    |
| 7.              | „Stres generacije‟                                     | Dernovšek, Borut Marolt              | 3:18    |
| 8.              | „Ljubezenska romanca‟                                  |                                      | 3:02    |
| 9.              | „Beli prah‟                                            |                                      | 3:41    |
| 10.             | „Temni oblaki‟                                         |                                      | 2:02    |
| 11.             | „Škrati in gosenice‟                                   |                                      | 3:40    |
| 12.             | „Na drugo stran‟                                       |                                      | 4:41    |
| 13.             | „Trinajst‟                                             | Dernovšek, Likar, Borut Činč, Možina | 2:11    |
| Skupna dolžina: | Skupna dolžina:                                        | Skupna dolžina:                      | 40:43   |

## Sodelujoči

### Niet
- Borut Marolt — vokal
- Igor Dernovšek — kitara
- Robert Likar — kitara
- Aleš Češnovar — bas kitara, spremljevalni vokal
- Tomaž Bergant – Breht — bobni

### Ostali glasbeniki
- Borut Činč — Hammond orgle (pesmi št. 8, 11, 12), klavir (pesem št. 12)
- Severa Gjurin — vokal (pesem št. 9)
- Godalni kvartet Vijolice —  godala (pesmi št. 8, 9)
- Pevski zbor OŠ Litija — zborovsko petje (pesem št. 2)